# Ki no Tomonori

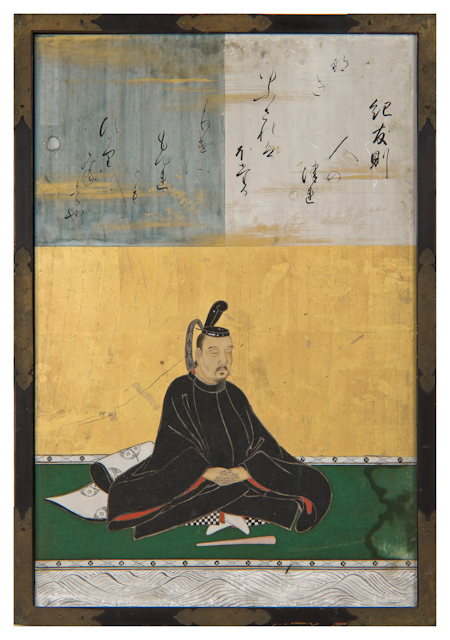
Ki no Tomonori av Kanō Tan'yū (1648)

Ki no Tomonori (紀 友則), född ungefär 850, död ungefär 904, var en waka-poet under Heian- perioden. Han utsågs till en av Sanjūrokkasen (三十六歌仙, De trettiosex Odödliga Poeterna) av Fujiwara no Kintō, där urvalet gjordes bland poeter under Nara-, Asuka- och Heian-perioderna.
En av Tomonoris dikter finns med i den klassiska japanska antologin Ogura Hyakunin Isshu (小倉百人一首, ungefär etthundra människor, en dikt var), med etthundra wakadikter av etthundra poeter.
Tomonori var en av poeterna som sammanställde Kokin Wakashū, en tidig waka-antologi. Han dog emellertid före dess fullbordan.

## Ett exempel
Ett exempel på Tomonoris poesi: 
Hisikata no
Hikari nodokeki
Haru no hi ni
Shidzu-kokoro naku
Hana no chiruramu
Wakan finns i engelsk översättning, men har inte översatts till svenska:
| ” | In these spring days with the tranquil light encompassing the four directions, why should the blossoms scatter with uneasy hearts? | „ |